# Anauxesis kolbei
Anauxesis kolbei là một loài bọ cánh cứng trong họ Cerambycidae.